# Forfatningskrisen i Moldova 2019
I midten af 2019 kulminerede en række hændelser efter det moldoviske parlamentsvalg i 2019 og de efterfølgende forsøg på at danne en ny regering i forfatningskrisen i Moldova 2019 hvor flere personer gjorde krav på posterne som premierminister og formand for parlamentet samt beføjelserne og pligterne som præsident.
Den 8. juni 2019 blev Maia Sandu valgt til premierminister af parlamentet i Moldova og dannede Sandu-regeringen, mens Zinaida Greceanîi blev valgt til parlamentets formand. Den 9. juni 2019 suspenderede forfatningsdomstolen midlertidigt Moldovas præsident, Igor Dodon, fra embedet, og udnævnte en af de som gjorde krav på stillingen som premierminister, Pavel Filip, til fungerende præsident. Filip udstedte straks et dekret om at opløse af parlamentet, hvilket den nye regering sagde var ulovligt.

## Baggrund
Moldova er en parlamentarisk republik. I december 2016 blev Igor Dodon, tidligere leder af Parti for Socialister i Republikken Moldova (PSRM), valgt til præsident. Han beskrives som pro-russisk og blev bakket op af Rusland. Ved parlamentsvalget i februar 2019 vandt PSRM 35 mandater i parlamentet, efterfulgt af Moldovas Demokratiske Parti (PDM) under ledelse af Vladimir Plahotniuc (30 mandater), valgforbundet NU Platform (ACUM) ledet af Sandu og Andrei Năstase (26 mandater), Șor Partiet (7 mandater) og uafhængige kandidater (3 mandater). I henhold til Molvolas forfatning har parlamentet "tre måneder" (paragraf 85) til at danne regering; hvis det ikke formår at danne en regering, kan præsidenten opløse parlamentet og udskrive nyvalg. Forfatningsdomstolen fortolkede udtrykket som svarende til 90 dage, hvilket er to dage mindre end summen af dage i marts, april og maj. Indtil den nye regering var dannet, skulle den afgående Filip-regering, dannet af det tidligere PDM-dominerede parlament, bevare kontrollen med den udøvende magt. Konfigurationen af det moldoviske parlament efter valget gav ikke noget flertal til nogen af parterne, hvilket gjorde en koalition af to af de tre største partier til en nødvendighed for at få et flertal og vælge en premierminister.

## Krise
Fredag den 7. juni besluttede forfatningsdomstolen at der skulle afholdes nye parlamentsvalg, hvis der ikke blev dannet en regering før en frist på tre måneder (90 på hinanden følgende dage), der startede fra godkendelsen af valgresultatet den 9. marts. Dette udløste dannelsen af en koalition. Lørdag den 8. juni nåede NU Platform (ACUM) endelig frem til en aftale med Parti for Socialister i Republikken Moldova (PSRM). Aftalen lod Sandu danne regering, og lederen af PSRM i parlamentet, Zinaida Greceanîi, blev parlamentsformand. Det skete en dag senere end fristen på 90 dage, men en dag før fristen på tre måneder udløb. Som følge heraf nægtede Dodon at gribe ind for at opløse parlamentet. Moldovas Demokratiske Parti (PDM) var uden for indflydelse, og det demokratiske parlamentsmedlem Sergiu Sîrbu indgav en anmodning til forfatningsdomstolen om at afskedige Dodon for ikke at opløse regeringen. Retten, der anses for at være påvirket af PDM, godkendte søndag den 9. juni anmodningen, afskedigede Dodon og udnævnte Filip som fungerende præsident. Filip opløste parlamentet og meddelte at der ville blive afholdt valg den 6. september.
Koalitionen kaldte Filips beslutning ulovlig. Den 8. juni begyndte tilhængere af Moldovas Demokratiske Parti (PDM) at opsætte telte i Chișinău. Den 14. juni besluttede Filip at trække sig fra regeringen for at sikre 'politisk stabilitet', men krævede et hurtigt valg og nægtede at anerkende Sandus regering som lovlig. Han adresserede ikke Dodons præsidentstatus.
Den 15. juni ophævede forfatningsdomstolen de afgørelser, domme og udtalelser, der havde udløst krisen. Det blev også rapporteret, at lederen af Moldovas Demokratiske Parti, Vladimir Plahotniuc, flygtede fra landet med et privat jetfly dagen forinden. Han hævdede at han var bortrejst "et par dage" for at besøge sin familie.
Den 20. juni fratrådte forfatningsdomstolens præsident, Mihai Poalelungi, sit embede. Senere, den 26. juni, indgav hele gruppen af dommere i forfatningsdomstolen også deres opsigelser. Dette skridt blev hilst velkommen af både den nu ubestridte præsident og premierminister (Dodon og Sandu) der udtalte at forfatningsdomstolens integritet gennem massefratrædelser og valg af nye uafhængige dommere vil blive genoprettet.

## Reaktioner

### Den Europæiske Union
Den 8. juni udsendte Unionens højtstående repræsentant for udenrigsanliggender og sikkerhedspolitik, Federica Mogherini, en erklæring, hvori han tog beslutningerne truffet af det moldoviske parlament, "herunder om dannelsen af regeringskoalitionen", til efterretning. I erklæringen udtrykte EU sin vilje til at arbejde med den "demokratisk valgte regering", omhyggeligt uden at navngive hvilken regering den talte om, samtidig med at den anerkendte eksistensen af koalitionsregeringen. Det fremgik endvidere af erklæringen at EU støttede en "forpligtelse til reformer" beskrevet i associeringsaftalen mellem EU og Moldova, og at respekt for retsstaten var altafgørende for forbindelserne mellem EU og Moldova. Endelig gentog EU kraftigt sin opfordring til "ro og tilbageholdenhed", hvor EU gik ind for "dialog mellem demokratisk valgte repræsentanter" som en vej frem. 
Regeringerne i Frankrig, Tyskland, Polen, Sverige og Storbritannien erklærede i fællesskab deres støtte til den nye Sandu-regering og opfordrede til tilbageholdenhed. Rumænien, på trods af den 10. juni at have erklæret via sin udenrigsminister at det ikke ville anerkende det nyvalgte regering og i stedet ville bakke op om tidlige valg, anerkendte endelig Sandu-regeringen den 12. juni

### Rusland
Den 9. juni beskrev den russiske vicepremierminister, Dmitry Kozak, Moldovas Demokratiske Partis handlinger som "reelt kriminelle". Kozak noterede sig den "modige og pragmatiske holdning hos den pro-europæiske blok ACUM og Socialistpartiet i Republikken Moldova" for at overvinde politiske forskelle og repræsentere "folkets vilje". Den 12. juni støttede den russiske præsident Vladimir Putin den pro-russiske præsident Dodon, derudover udtrykte han sin støtte til "hans nuværende koalitionspartnere" og kaldte Moldovas Demokratiske Partis regering for "tronranere". Putin udtalte, at oligarker havde taget magten, en situation, som han sammenlignede med Ukraine.

### USA
Den 10. juni udsendte det amerikanske udenrigsministerium en erklæring der "opfordrede alle moldoviske partier til at vise tilbageholdenhed og blive enige om en vej fremad gennem politisk dialog" og understregede gyldigheden af det moldoviske parlamentsvalg i 2019. Erklæringen undlod at støtte nogen af parterne i krisen. Den 14. juni offentliggjorde en talsmand for udenrigsministeriet, Morgan Ortagus, en pressemeddelelse "der hilser den demokratiske ændring i Moldova velkommen" og også Det Demokratiske Partis beslutning om at trække sig fra regeringen til fordel for Sandu-regeringen. Ifølge en nyhedsrapport, der anførte anonyme kilder, kom det demokratiske partis afgang timer efter at den amerikanske ambassadør i Moldova, Dereck J. Hogan, mødtes med en delegation fra partiet.

### Andre lande og organisationer
Europarådet erklærede den 9. juni gennem sin generalsekretær at forfatningsdomstolens afgørelser samme dag om at ugyldiggøre dannelsen af Sandu-regeringen var "svær at forstå" og syntes "at være vilkårlig" i forhold til forfatningen og internationale retsstatsprincipper.  Generalsekretæren anmodede også Venedigkommissionen, et uafhængigt rådgivende organ i Rådet med kompetence inden for forfatningsret, om hurtigt at udtrykke en udtalelse om opløsningen af det moldoviske parlament af forfatningsretten. Samme dag erklærede NATO at det "med bekymring" fulgte udviklingen i Moldova og opfordrede alle parter til at "udvise ro og tilbageholdenhed".
Israel og PLO blev indirekte involveret i krisen da den afsatte premierminister Filip i et tweet erklærede at Moldova ville flytte sin ambassade fra Tel Aviv til Jerusalem. Selvom Israel ikke kommenterede, fordømte PLO "på det kraftigste Moldovas ulovlige beslutning". Organisationen for Islamisk Samarbejde (OIC) fordømte også dette skridt uden at udtale sig om regeringens legitimitet. Som bemærket af The Times of Israel, gør Netanyahu-regeringen generelt en enorm indsats for at overbevise lande om at flytte deres ambassade i Israel fra Tel Aviv til Jerusalem – men i dette tilfælde afstod den israelske regering fra at kommentere, velvidende at Filip måske ikke kunne klamre sig til magten, og at Sandu, der kunne erstatte ham (som det faktisk skete) på ingen måde var engageret i ambassadens flytning.